# Liste des épisodes de La Bande à Picsou (série télévisée d'animation, 1987)
Pour les épisodes de la série d'animation de 2017, voir Liste des épisodes de La Bande à Picsou (série télévisée d'animation, 2017).
Ce qui suit est la liste des épisodes de la série télévisée d'animation La Bande à Picsou (1987). La série est basée sur le personnage de l'Oncle Picsou et les bandes dessinées de Carl Barks, et plusieurs épisodes se trouvent être des adaptations d'aventures de Picsou et ses neveux écrites par cet auteur.
Les principaux protagonistes sont Picsou, ses petits neveux Riri, Fifi et Loulou, ainsi que plusieurs nouveaux personnages créés spécialement pour la série.
Alors que Riri, Fifi et Loulou firent leur apparition dans les années 1930 avec les séries de Donald Duck, leurs personnages de La Bande à Picsou sont globalement basés sur les bandes dessinées de Barks. Quant à Donald Duck, qui était un protagoniste majeur dans les bandes dessinés de Picsou, il apparaît seulement en tant que personnage invité dans quelques épisodes de La Bande à Picsou.
Cette série a connu un reboot en 2017, cette nouvelle série est diffusée depuis 12 août 2017 sur Disney XD.

## Liste des épisodes
| Saison | Saison | Épisodes | France         | France |
| Saison | Saison | Épisodes | Début          | Fin    |
| ------ | ------ | -------- | -------------- | ------ |
|        | 1      | 65       | 2 janvier 1988 | 1988   |
|        | 2      | 28       | 1989           | 1989   |
|        | 3      | 7        | 1990           | 1990   |

La liste ci-dessous respecte l'ordre de diffusion française, qui diffère de la diffusion originale aux États-Unis (voir aussi "List of DuckTales Épisodes" sur Wikipedia Anglais). Disney+ a aussi sa propre numérotation, celle-ci étant donnée par saison. Cliquez sur les en-têtes de chaque tableau pour ordonner la liste selon la diffusion souhaitée.
Si vous souhaitez regarder les épisodes de La bande à Picsou, il faut impérativement commencer par regarder les épisodes 24, 25 et 26, puis 29 et 30, car on y voit Donald Duck confier Riri, Fifi et Loulou à Picsou, puis Mamie Baba être engagée avec sa petite-fille Zaza, avant que Picsou n'embauche Flagada Jones pour la première fois, pour partir à la recherche d'un trésor sur ces 5 épisodes.
Les épisodes 36, 38, 40 et 43 sont à voir les uns après les autres, car ils font partie de la même histoire. Il y a également d'autres épisodes qui forment un seul et même arc narratif, mais ceux-là se suivent déjà (de 66 à 70, puis de 71 à 75).

### Première saison (1987-1988)
| # français | # originale | # Disney+ | Titre français                            | Titre original                                                        | Résumé |
| ---------- | ----------- | --------- | ----------------------------------------- | --------------------------------------------------------------------- | --- |
| 1          | 33          | 31        | La Ruée vers l'or                         | Back to the Klondike                                                  | Picsou part pour le Klondike avec ses neveux et y retrouve sa flamme d'autrefois Goldie O'Gilt. Adaptation libre de l'histoire Retour au Klondike (Back to the Klondike) de Carl Barks. |
| 2          | 29          | 27        | Tremblement de terre                      | Earth Quack                                                           | Picsou et ses neveux découvrent une civilisation souterraine dont les jeux provoquent des tremblements de terre directement sous le coffre-fort. Adaptation de l'histoire Rencontre avec les Cracs-Badaboums (Land Beneath the Ground!) de Carl Barks. |
| 3          | 28          | 26        | La Fontaine de jouvence                   | Sweet Duck of Youth                                                   | Picsou et les neveux sont en Floride à la recherche de la légendaire "Fontaine de jouvence". |
| 4          | 32          | 30        | Micro-canard de l'espace                  | Micro Ducks from Outer Space                                          | Picsou se sert accidentellement de la technologie d'extra-terrestres miniatures et se retrouve, avec ses neveux et Zaza, miniaturisé. Adaptation de l'histoire Les Micro-ducks de l'espace (Micro-Ducks from Outer Space) de Carl Barks. |
| 5          | 35          | 33        | Un animal de compagnie                    | Scrooge's Pet                                                         | Picsou perd la nouvelle combinaison de son coffre à cause d'un lemming. Adaptation de l'histoire La course au lemming (The Lemming with the Locket) de Carl Barks. |
| 6          | 18          | 17        | Le Monde perdu                            | Dinosaur Ducks                                                        | Picsou et Flagada Jones explorent une contrée où les dinosaures sont encore vivants, mais les enfants les suivent malgré leur opposition. |
| 7          | 16          | 15        | L'Argent ça va, ça vient                  | The Money Vanishes                                                    | Les Rapetou ont volé à Géo un téléporteur et s'en servent pour dérober la fortune de Picsou. |
| 8          | 14          | 13        | La Couronne perdue de Gengis Khan         | The Lost Crown Of Genghis Khan                                        | Picsou part à la recherche d'une couronne dans l'Himalaya qui se trouve gardée par un monstre des neiges. Adaptation de l'histoire La couronne perdue de Genghis Khan ! (The Lost Crown of Genghis Khan!) de Carl Barks. |
| 9          | 25          | 24        | La Perle de la sagesse                    | Pearl of Wisdom                                                       | Picsou apprend qu'une perle qu'il a acheté lui procurera une sagesse infinie une fois qu'il l'aura ramené dans son pays. |
| 10         | 12          | 11        | Le Maître du génie                        | Master of Djinni                                                      | Picsou et Gripsou sont en compétition pour avoir le pouvoir du génie d'Aladin. |
| 11         | 51          | 49        | Le Miroir magique de Miss Tick / Hors-jeu | Magica's Magic Mirror/Take Me out of the Ballgame                     | A/ Miss Tick se sert d'une paire de miroirs magiques pour essayer de s'emparer du sou fétiche. B/ Arsène entraîne les castors juniors au baseball. |
| 12         | 21          | 20        | Sirène d'un jour                          | Maid of the Myth                                                      | Mamie Baba est enlevée par des Vikings et la bande à Picsou se lance à son secours. |
| 13         | 19          | 18        | Un héros à louer                          | Hero for Hire                                                         | Après avoir été renvoyé par Picsou, Flagada Jones est manipulé par les Rapetou afin de réaliser une série de braquages de banques maquillés en scène de film. |
| 14         | 9           | 8         | Armstrong                                 | Armstrong                                                             | Géo présente à la famille Picsou un robot nommé Armstrong chargé de réaliser les tâches courantes à leur place. Cependant, le robot va décider de travailler pour son propre intérêt. |
| 15         | 17          | 16        | Le Chevalier Géo de Trouvetou             | Sir Gyro de Gearloose                                                 | Géo, lassé d'être considéré juste comme un "fabricant de gadgets", invente une machine temporelle et s'en sert pour retourner au Moyen Âge. |
| 16         | 40          | 38        | L'Aventure se mérite                      | Merit-Time Adventure                                                  | Toute la bande des enfants essayent d'obtenir une médaille des Castors Juniors en naviguant alors qu'un monstre marin s'en prend à la flotte de pêche de Picsou. |
| 17         | 31          | 29        | Le Triangle des Bermudes                  | Bermuda Triangle Tangle                                               | Picsou veut découvrir pourquoi ses navires disparaissent dans le Triangle des Bermudes. |
| 18         | 34          | 32        | Une course étonnante                      | Horse Scents                                                          | Zaza aide un cheval à s'entraîner pour le Derby du Kentucky dont le gagnant remporte l'argent de la course. |
| 19         | 26          | 25        | La Malédiction du manoir de Picsou        | The Curse Of Castle McDuck                                            | Picsou, les neveux et Zaza visitent le domaine ancestral du clan Mc Picsou en Écosse. |
| 20         | 6           | 6         | Bien mal acquis ne profite jamais         | Send in the Clones                                                    | Miss Tick fait appel aux Rapetou afin qu'ils l'aident à s'emparer du sou fétiche, sous l'apparence des neveux. |
| 21         | 20          | 19        | Super Castor                              | Superdoo !                                                            | Castor Major trouve accidentellement un cristal extra-terrestre volé qui lui procure des supers pouvoirs. |
| 22         | 13          | 12        | L'Hôtel Strangeduck                       | Hotel Strangeduck                                                     | Picsou aménage le château appartenant à un scientifique malfaisant en un hôtel, mais il n'a pas conscience que l'endroit est hanté. |
| 23         | 27          | N/A       | La Guerre civile de Flagada Jones         | Launchpad's Civil War                                                 | Flagada Jones rencontre d'anciens soldats de la Guerre de Sécession qu'un de ces ancêtres dirigeait et qui n'était pas tout à fait ce que Flagada Jones pensait qu'il était. |
| 24         | 1           | 1         | N'abandonnez pas le navire !              | Treasure of the Golden Suns, part 1 : Don't Give Up The Ship          | Donald rejoint la marine et envoie ses neveux vivre avec l'oncle Picsou. Pendant ce temps, un mystérieux homme nommé El Capitan fait sortir les Rapetou de prison afin qu'ils l'aident à dérober une étrange carte au trésor en possession de Picsou. |
| 25         | 2           | 2         | Fausse route vers Fausse Route            | Treasure of the Golden Suns, part 2 : Wronguay in Ronguay             | À la suite de l'échec des Rapetou, Picsou et les neveux déchiffrent les étranges marques sur la carte : celle-ci doit mener à un navire coulé. Cependant Gripsou et El Capitan tentent de les arrêter tout au long du chemin. |
| 26         | 3           | 3         | Les Trois Canards du Condor               | Treasure of the Golden Suns, part 3 : Three Ducks of the Condor - 003 | Dans le but de découvrir la Vallée des Soleil d'Or, Picsou entreprend une expédition pour trouver la carte y menant. Pour commencer il doit obtenir la moitié de carte du Grand Prêtre du Soleil d'Or. |
| 27         | 15          | 14        | Le Canard d'Aquatraz                      | Duckman Of Aquatraz                                                   | Picsou est arrêté pour le vol d'un tableau provenant de la galerie d'art de Gripsou et est envoyé au pénitencier d'Aquatraz. |
| 28         | 30          | 28        | Picsou dans le monde d'Ulysse et d'Homère | Home Sweet Homer                                                      | Circé, une sorcière de l'antiquité, transporte Picsou et les enfants au temps de la Grèce antique, où ils rencontrent Homère. |
| 29         | 4           | 4         | Canards en gelée                          | Treasure of the Golden Suns, part 4 : Cold Duck                       | Les neveux, Zaza et Mamie Baba rejoignent Picsou en Antarctique dans son expédition pour retrouver la seconde moitié de la carte au trésor. |
| 30         | 5           | 5         | La Cupidité ne paie pas                   | Treasure of the Golden Suns, part 5 : Too Much of a Gold Thing        | Picsou développe la fièvre de l'or à mesure que lui et son équipe se rapprochent de la Vallée des Soleils d'Or, toujours traqués par El Capitan. |
| 31         | 23          | 22        | Avalanche d'ennuis pour Picsou            | Much Ado about Scrooge                                                | Picsou et les garçons partent à la recherche d'une pièce de théâtre perdue du fameux dramaturge William Transpeare (William Drakespeare en VO). |
| 32         | 24          | 23        | Le numéro un de la finance                | Top Duck                                                              | La famille de Flagada Jones vient lui rendre visite tandis que les Rapetou surveillent le dernier avion supersonique de Picsou qu'ils projettent d'utiliser afin de piller le Coffre-fort. |
| 33         | 8           | 7         | Là où un canard n'est jamais allé         | Where No Duck Has Gone Before                                         | Géo, en voulant rendre plus réaliste la série télévisée de science-fiction de Picsou, envoie accidentellement l'équipe dans l'espace. C'est alors que Flagada devient un héros lorsqu'il réalise qu'il est le seul véritable pilote à bord. |
| 34         | 10          | 9         | Les robots déchaînés                      | Robot Robbers                                                         | À la suite de l'accident avec Armstrong, Géo a fabriqué des robots géants commandés par des pilotes pour le compte de Gripsou. Toutefois ils furent dérobés par Ma Rapetou et ses garçons. Adaptation de l'histoire La guerre des robots géants (The Giant Robot Robbers) de Carl Barks. |
| 35         | 11          | 10        | L'ombre de Miss Tick s'en va en guerre    | Magica's Shadow War                                                   | Miss Tick essaye de s'emparer du sou fétiche en se servant de sa propre ombre qui devient particulièrement puissante et sournoise lorsqu'elle développe sa propre personnalité. |
| 36         | 36          | 34        | Le Tout-à-l'Égout                         | Catch as Cash Can, part 1 : A Drain on the Economy                    | Picsou et Gripsou s'affrontent dans une compétition dont le vainqueur, celui qui sera le canard le plus riche du monde, pourra commercialiser un nouveau fruit provenant de Macaroon et qui agit comme une torche électrique. Néanmoins Picsou doit mettre sa fortune à l'abri des Rapetou. |
| 37         | 42          | 40        | Il était une fois un canard dans l'Ouest  | Ducks Of The West                                                     | Picsou et les garçons vont dans les champs de pétrole Picsou pour découvrir la raison de leur assèchement. |
| 38         | 37          | 35        | De mal en pis                             | Catch as Cash Can, part 2 : A Whale of a Bad Time                     | Tandis que Picsou essaie de transporter sa fortune à Macaroon, il est intercepté par un pirate sous-marin travaillant pour Gripsou. |
| 39         | 7           | N/A       | À la mémoire d'un Sphinx                  | Sphinx For The Memories                                               | Une ancienne civilisation égyptienne enlève Donald pour qu'il accueille l'esprit d'un Pharaon. |
| 40         | 38          | 36        | La fortune engloutie                      | Catch as Cash Can, part 3 : Aqua Ducks                                | Après le déversement de sa fortune au fond des mers, Picsou, accompagné de Flagada Jones, Géo et Castor Major, prend un sous-marin pour partir à sa recherche. |
| 41         | 43          | 41        | Le contrôleur du temps                    | Time Teasers                                                          | Géo invente une montre qui permet à n'importe qui de se déplacer super rapidement. Mais les Rapetou veulent s'en servir pour s'emparer de l'argent de Picsou. |
| 42         | 44          | 42        | À tondu, tondu et demi                    | Back Out in the Outback                                               | Quelque chose attaque les moutons de Picsou et s'empare de leur laine. Pour résoudre le problème, Picsou se rend en Australie. |
| 43         | 39          | 37        | De l'or dans la balance                   | Catch as Cash Can, part 4 : Working for Scales                        | Gripsou et les Rapetou essayent de s'assurer que Picsou ne puisse gagner la compétition sur le chemin de Macaroon. |
| 44         | 45          | 43        | Mainmise sur la harpe perdue              | Raiders of the Lost Harp                                              | Picsou fait l'acquisition d'une harpe magique qui peut déterminer si quelqu'un ment ou pas. Cependant Miss Tick veut la harpe juste pour elle et fait appel au gardien de la harpe. |
| 45         | 49          | 47        | La Chance au canard                       | Luck O' the Ducks                                                     | Après avoir découvert un lutin, Picsou est mené jusqu'en Irlande, où il découvre qu'il peut trouver une immense fortune en or. |
| 46         | 41          | 39        | La Toison d'or                            | The Golden Fleecing                                                   | Après avoir écouté la rencontre de Flagada avec plusieurs harpies, Picsou se dirige vers la Mer Noir, lieu de la légendaire Toison d'or. Adaptation de l'histoire À la recherche de la toison d'or (The Golden Fleecing) de Carl Barks. |
| 47         | 22          | 21        | Picsou sans l'sous                        | Down and Out in Duckburg                                              | Une vieille dette de famille cause la perte de la totalité de la fortune de Picsou, qui se retrouve lui et sa famille à la rue. Adaptation libre de l'histoire Arnach McChicane (The Horseradish Story) de Carl Barks. |
| 48         | 46          | 44        | Ça, c'est un canard                       | The Right Duck                                                        | Après avoir été renvoyé par Picsou, Flagada entre dans le programme spatial et se retrouve envoyé par accident sur Mars. |
| 49         | 47          | 45        | Picsouillon                               | Scroogerello                                                          | Alors qu'il fait un accès de fièvre, Picsou se met à rêver qu'il se retrouve dans la peau de Cendrillon. |
| 50         | 48          | 46        | Un canard boiteux                         | Double-O-Duck                                                         | Flagada Jones rencontre par hasard un agent de l'O.M.L.E.T. (Organisation Mondiale des Larcins Escroqueries et Trafics). |
| 51         | 53          | 51        | Le Roi de la jungle                       | Jungle Duck                                                           | Alors qu'il accompagne Picsou dans sa quête d'argent, Mamie Baba rencontre une sorte de Tarzan qui se trouve être en réalité un garçon qu'elle va aider en jouant sa nourrice. |
| 52         | 52          | 50        | Picsou dans le futur                      | Duck to the Future                                                    | Miss Tick expédie Picsou dans le futur, où elle s'est emparée de son sou fétiche et a pris le contrôle de son empire financier. |
| 53         | 50          | 48        | La Révolte d'Arsène                       | Duckworth's Revolt                                                    | Après avoir été renvoyé par Picsou, Arsène et les garçons sont enlevés par des plantes extra-terrestres qui les réduisent en esclavage. |
| 54         | 62          | 60        | Un regard d'espion                        | Spies In Their Eyes                                                   | Une hypnotiseuse manipule Donald afin qu'il lui rapporte le boîtier de contrôle du sous-marin que l'entreprise de Picsou a fabriqué pour la Marine. |
| 55         | 54          | 52        | Le premier accident de Flagada            | Launchpad's First Crash                                               | Picsou et Flagada Jones se rappellent leur première rencontre. |
| 56         | 57          | 55        | L'Inécrasable Hindentanic                 | The Uncrashable Hindentanic                                           | Picsou relève le défi de Gripsou de réussir à réaliser un profit à partir d'un dirigeable baptisé l'Hindentanic. |
| 57         | 55          | 53        | Le Sou fétiche de Picsou                  | Dime Enough For Luck                                                  | Miss Tick manipule Gontran Bonheur afin qu'il dérobe le Sous fétiche pour elle. Il en résulte que Gontran se retrouve poursuivit par la Malchance. |
| 58         | 56          | 54        | Le Canard au masque de fer                | Duck in the Iron Mask                                                 | Picsou et les garçons entreprennent un voyage pour rendre visite à un vieil ami de Picsou, le Comte Roy. Cependant Picsou ne reconnaît pas son ami, qui s'avère être le jumeau démoniaque de Roy et qui dirige le royaume d'une main de fer. |
| 59         | 58          | 56        | L'Argent n'achète pas tout                | The Status Seeker                                                     | Afin d'obtenir le respect de autres membres de l'élite Donaldvilloise, Picsou enlève le masque qu'il s'était donné. Adaptation de l'histoire Un rubis pour la haute (The Status Seeker) de Carl Barks. |
| 60         | 59          | 57        | Peur de son ombre                         | Nothing To Fear                                                       | Picsou, les neveux, Castor Major et Arsène sont persécutés par un nuage, œuvre de Miss Tick, qui matérialise leurs pires cauchemars. |
| 61         | 60          | 58        | Docteur Jekyll et Mister Picsou           | Dr. Jekyll and Mr. McDuck                                             | Picsou devient la victime d'une potion qui le force à dépenser toute sa fortune. Ses neveux partent à la recherche d'un antidote avant qu'il ne se retrouve pas ruiné. |
| 62         | 61          | 59        | Il était une fois un sou                  | Once Upon a Dime                                                      | Picsou raconte à ses neveux l'histoire de son Sou fétiche et de comment il a bâti sa fortune. |
| 63         | 63          | 61        | Tout le monde sur le pont                 | All Ducks On Deck                                                     | Donald raconte dans les lettres à ses neveux qu'il est un héros dans la Marine. C'est ainsi qu'ils décident de le rejoindre sur son porte-avion afin de le voir à l'action. Réalisant qu'il n'est pas le héros qu'ils pensaient, les neveux décident de lui venir en aide. Pendant ce temps, Picsou et Flagada, venus découvrir la raison de la disparition de leurs pêches, sont faits prisonniers par le Fantôme noir et découvre qu'il a un espion infiltré à bord du porte-avion. |
| 64         | 64          | 62        | Les Gentils Monstres                      | Ducky Horror Picture Show                                             | Picsou finance une maison de rencontre, qui est alors utilisée par un groupe de monstres de bandes-dessinés. |
| 65         | 65          | 63        | Des histoires de canard                   | Till Nephews Do Us Part                                               | Picsou est sous le charme d'une milliardaire, mais ses neveux et Zaza découvrent qu'elle n'en veut qu'à sa fortune. |

### Deuxième saison (1989)
| # français | # originale | # Disney+    | Titre français                          | Titre original                                             | Résumé |
| ---------- | ----------- | ------------ | --------------------------------------- | ---------------------------------------------------------- | --- |
| 66         | 66          | 1            | Une marque indélébile                   | Time Is Money, part 1 : Marking Time                       | Picsou achète une des îles de Gripsou, où se trouve une fabuleuse mine de diamant. Découvrant cela, Gripsou sépare la partie de l'île où se trouve la mine pour la ramener sur sa propriété. Picsou, Flagada Jones et les neveux partent alors dans le passé pour empêcher le sabotage. Mais un accident les envoie un million d'années en arrière où ils font la rencontre de Bubba et de son tricératops Tootsie. |
| 67         | 67          | 2            | Le Canard qui voulait être roi          | Time Is Money, part 2 : The Duck Who Would Be King         | Dans leur tentative pour retourner dans le présent, Picsou, Flagada Jones, les neveux, Bubba et son tricératops s'écrasent dans un ancien royaume dirigé par un Tyran. |
| 68         | 68          | 3            | Bubba a des bobos                       | Time Is Money, part 3 : Bubba Trubba                       | Une fois revenu au présent, Picsou reproche à Bubba tous ses problèmes financiers, alors que les Rapetou essaient de le capturer. |
| 69         | 69          | 4            | Le Départ de Bubba                      | Time Is Money, part 4 : Ducks on the Lam                   | Après que les Rapetou ont forcé le Coffre-fort, Picsou et Bubba ont une série de problèmes qui les mène en prison. |
| 70         | 70          | 5            | La Caverne d'Ali Bubba                  | Time Is Money, part 5 : Ali Bubba's Cave                   | Alors que Picsou, les neveux et Flagada essaient de trouver un moyen de payer Gripsou pour l'achat de l'île, Bubba et son tricératops, qui ont dû retourner à leur époque, se sentent bien seuls et essaient de retourner dans le présent. |
| 71         | 71          | 6            | Argent liquide                          | Super Ducktales, part 1 : Liquid Assets                    | Dans l'intention de déplacer son Coffre-fort que les Rapetou ont changé le tracé de la nouvelle autoroute, Picsou engage un calculateur et Gérard Mentor obtient le poste. |
| 72         | 72          | 7            | Argent glacé                            | Super Ducktales, part 2 : Frozen Assets                    | Après avoir accidentellement laissé les Rapetou s'emparer du sou fétiche, Gérard Mentor tente de le récupérer et devient pour ce faire le super-héros cybernétique Robotik. |
| 73         | 73          | 8            | Robotik                                 | Super Ducktales, part 3 : Full Metal Duck - 073            | Robotik est devenu le nouveau héros de Canardville. Mais Ma Rapetou et son plus jeune fils parviennent à prendre le contrôle de Robotik afin qu'il se mette à leur service. |
| 74         | 74          | 9            | Les Rapetou millionnaires               | Super Ducktales, part 4 : The Billionaire Beagle Boys Club | Après que les Rapetou ont capturé la fortune de Picsou grâce à Robotik et envoyé Picsou en prison, les neveux mettent sur pied un plan afin de sauver la situation. |
| 75         | 75          | 10           | Les Voleurs venus d'ailleurs            | Super Ducktales, part 5 : Money to Burn                    | Des robots extra-terrestres se sont emparés du coffre-fort de Picsou dont ils veulent fondre le contenu afin de faire plus de métal pour construire d’autres robots. |
| 76         | 76          | 11           | Au pays de Tralala                      | The Land Of Trala La                                       | Lorsque Picsou développe des symptômes anormaux, Gérard Mentor le convainc d'aller prendre du repos dans un endroit où l'argent n'est pas utilisé. Mais l'idée de Gérard échoue lorsqu'il donne aux autochtones des capsule de bouteille pour commercer. Adaptation de l'histoire Des capsules pour Tralla La (Tralla La) de Carl Barks.                                                                            |
| 77         | 80          | 15           | Maman psy                               | My Mother, The Psychic                                     | La mère de Gérard Mentor se cogne en essayant d'obtenir une meilleure réception avec son téléviseur. C'est alors qu'elle développe des capacités psychiques que Picsou décide d'exploiter. |
| 78         | 77          | 12           | Le Jour de l'argent de poche            | Allowance Day                                              | Dans l'espoir de recevoir leur argent de poche à temps afin de s'acheter un nouveau scooter, les neveux manipulent leur oncle Picsou en lui faisant croire qu'il est samedi et non vendredi, ce qui provoque une cascade d'évènements sur la planète à travers l'empire financier de Picsou. |
| 79         | 78          | 13           | Bubbéo et Juliette                      | Bubbeo and Juliet                                          | Bubba tombe amoureux de la fille des nouveaux voisins de Picsou qui justement sont en querelle avec lui. |
| 80         | 79          | 14           | Le Rapt des Rapetounettes               | The Good Muddahs                                           | Les Rapetounettes, les cousines des Rapetou, enlèvent Zaza pour obtenir des couronnes de joyaux. |
| 81         | 88          | 23           | Le Canard d'affaire                     | Yuppy Ducks                                                | Les neveux prennent des décisions dans les affaires de l'empire de leur oncle, alors que celui-ci est à l'hôpital. |
| 82         | 86          | 21           | Une planche à roulettes surprise        | Blue Collar Scrooge                                        | Picsou souffre d'amnésie et demande la main de la mère de Gérard. |
| 83         | 81          | 16           | Attraction métallique                   | Metal Attraction                                           | Une sirène robot fabriqué par Géo tombe amoureuse de Robotik. |
| 84         | 83          | 18           | Bubba le génie                          | Bubba's Big Brainstorm                                     | Les neveux se servent d'une des inventions de Géo pour augmenter le QI de Bubba, mais le nouveau Bubba se trouve être moins amusant que l'ancien. |
| 85         | 82          | 17           | Do-Ré-Mi                                | Dough Ray Me                                               | L'inflation crève le plafond lorsque la fausse monnaie inonde Donaldville. |
| 86         | 87          | 22           | Le Boogie Rapetou blues                 | Beaglemania                                                | Les Rapetou sont devenus la dernière attraction musicale de Donaldville, provoquant le désespoir de Picsou. |
| 87         | 84          | 19           | Vice-Président, c'est pas de la gomme ! | The Big Flub                                               | Gérard créé de la demande pour un produit qui n'existe pas encore. En désespoir de cause il a recours à un nouveau chewing-gum inventé par Géo sans prendre garde à ses effets secondaires. |
| 88         | 85          | 20           | Le Secret de Robotik                    | A Case of Mistaken Secret Identity                         | Les neveux de Picsou tentent de découvrir qui se cache sous le masque de Robotik. Ils en arrivent à la conclusion que celui-ci n'est nul autre que Flagada Jones. |
| 89         | 89          | 24           | Un mariage à la Rapetou                 | The Bride Wore Stripes                                     | Ma Rapetou prétend qu'elle est mariée à Picsou dans le but d'hériter de sa fortune. |
| 90         | 90          | 25           | Le Coffre-Fort incassable               | The Unbreakable Bin                                        | Picsou fait l'acquisition d'un verre spécial créé par Géo qui rend le Coffre-fort invulnérable à toutes attaques. Adaptation de l'histoire Un coffre-fort invulnérable ! (The Unsafe Safe) de Carl Barks. |
| 91         | 91          | 26           | Zaza la géante                          | Attack of the 50-foot Webby                                | Zaza devient gigantesque après être tombée dans un bassin mystérieux dans la jungle. |
| 92         | 92          | 27           | Le Canard masqué                        | The Masked Mallard                                         | Picsou décide de devenir vigilant après la diffusion d'un reportage télévisé peu flatteur à son encontre. |
| 93         | 93          | 1 (saison 3) | Un conte de la Saint-Valentin           | A DuckTales Valentine (Amour or Less)                      | Picsou entre en la possession de la flèche d'amour magique provenant d'une déesse. |

### Troisième saison (1990)
| # français | # originale | # Disney+     | Titre français                           | Titre original              | Résumé |
| ---------- | ----------- | ------------- | ---------------------------------------- | --------------------------- | --- |
| 94         | 94          | 28 (saison 2) | Montagne d'argent                        | Ducky Mountain High         | Picsou retrouve Goldie dans le but d'acquérir une région avec des arbres aux pommes d'or. Néanmoins, Gripsou aussi veut la région. |
| 95         | 95          | 2             | L'Attaque                                | Attack of the Metal Mites   | Gripsou se sert de mites dévoreuse de métal pour détruire la fortune de Picsou. |
| 96         | 96          | 29 (saison 2) | Le Canard qui en savait trop             | The Duck Who Knew Too Much  | Gérard découvre une conspiration mondiale pour dérober l'or de Picsou alors qu'il est censé être en vacances. |
| 97         | 97          | 3             | Un nouveau Robotik                       | New Gizmo-Kids on the Block | La mère de Gérard Mentor a accidentellement réduit le costume de Robotik et décide de lui fabriquer une autre armure. Pendant ce temps les neveux découvrent l'armure réduite.                                                                                          |
| 98         | 98          | 30 (saison 2) | La Dernière Aventure de Balthazar Picsou | Scrooge's Last Adventure    | Quand Picsou perd sa fortune à cause d'un bug informatique, il part, avec Gérard Mentor, à sa recherche à travers le cyberespace pour la retrouver. |
| 99         | 99          | 4             | La Poule aux œufs d'or - 1re partie      | The Golden Goose, part 1    | Dijon le voleur rejoint la fraternité de l'oie, un groupe consacré à la protection de l'Oie d'Or que dirige son frère Poupon. Cependant Dijon l'a fait accidentellement découvrir à Picsou, qui se la fait voler par les Rapetou qu'a envoyé Gripsou pour s'en emparer. |
| 100        | 100         | 5             | La Poule aux œufs d'or - 2e partie       | The Golden Goose, part 2    | Picsou, Flagada Jones, Dijon et son frère tentent de retrouver l'Oie d'Or avant que le sort entourant celle-ci ne métamorphose en or toute la planète ! |

## Épisodes spéciaux
- Treasure of the Golden Suns (pilote, saison 1)
  - Don't Give Up The Ship
  - Wronguay in Ronguay
  - Three Ducks of the Condor
  - Cold Ducks
  - Too Much of a Gold Thing
- Time Is Money (saison 2)
  - Marking Time
  - The Duck Who Would Be King
  - Bubba Trubba
  - Ducks on the Lam
  - Ali Bubba's Cave
- Super Ducktales (saison 2)
  - Liquid Assets
  - Frozen Assets
  - Full Metal Duck
  - The Billionaire Beagle Boys Club
  - Money to Burn